# Engelsbach
Engelsbach ist ein Ortsteil der Landgemeinde Georgenthal im Landkreis Gotha in Thüringen.

## Lage
Engelsbach befindet sich etwa 13 Kilometer (Luftlinie) südwestlich der Kreisstadt Gotha am Nordrand des Thüringer Waldes und etwa drei Kilometer östlich der Stadt Friedrichroda. Das Dorf liegt an der Bundesstraße 88.

## Geschichte

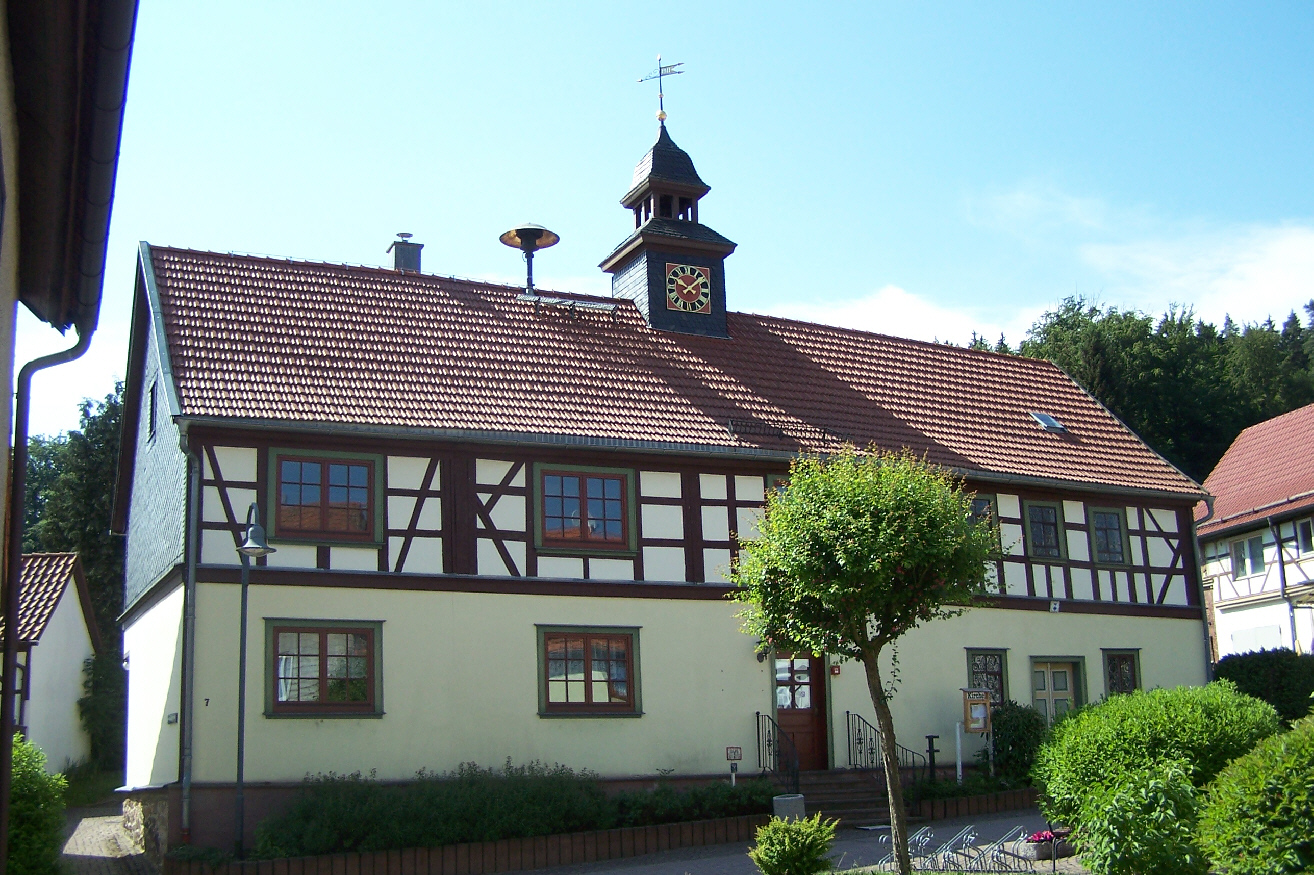
Die 1779 errichtete Dorfschule und Kirche von Engelsbach

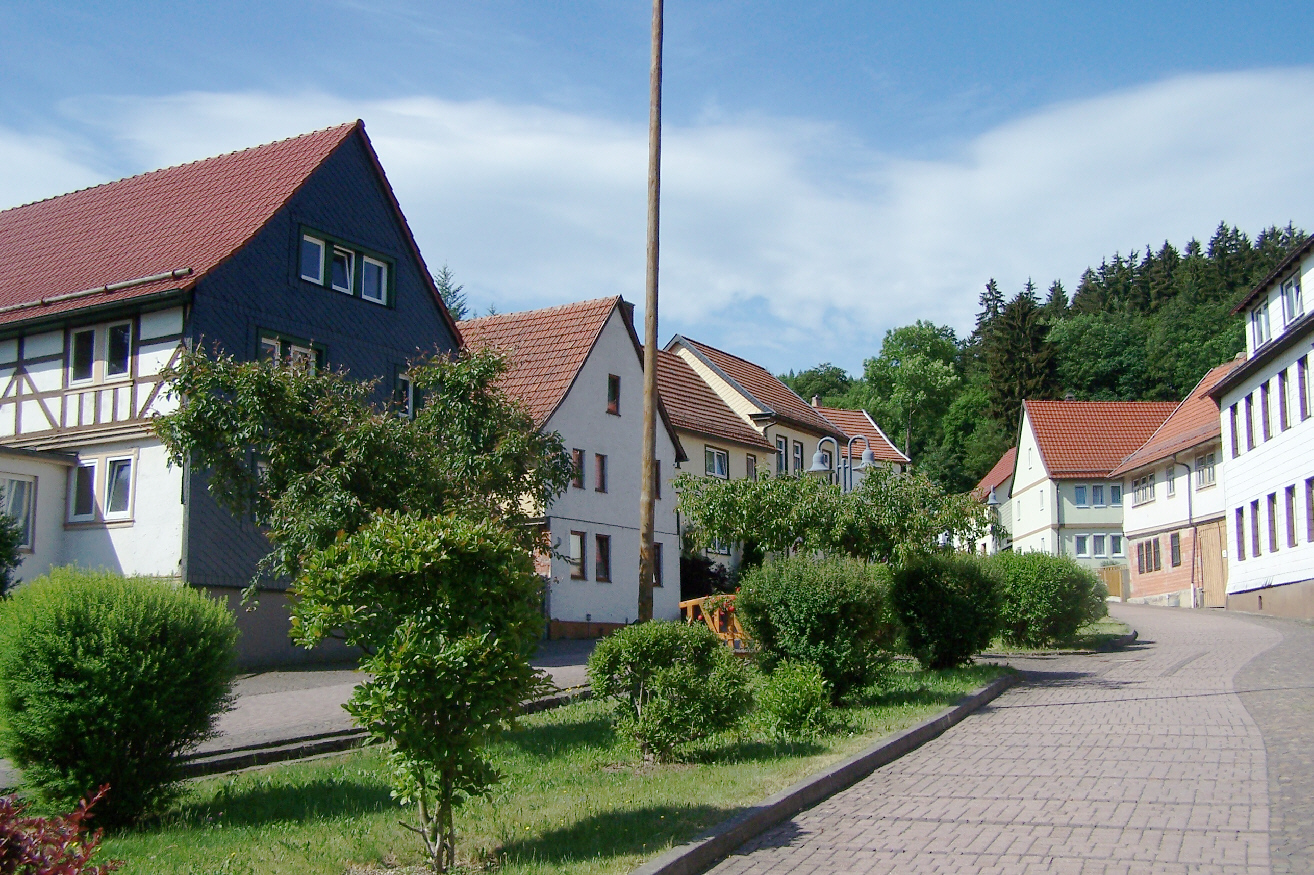
In der Ortslage

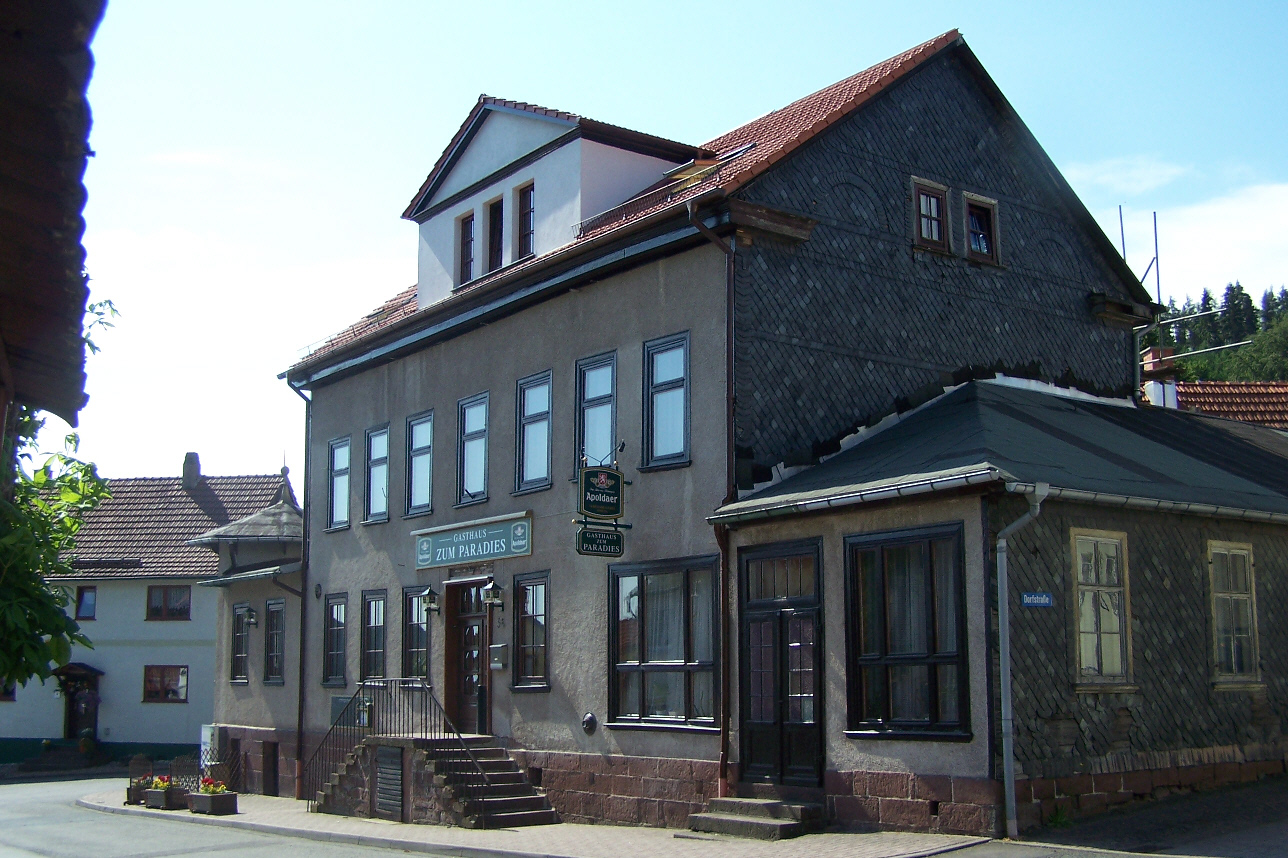
Pension Zum Paradies

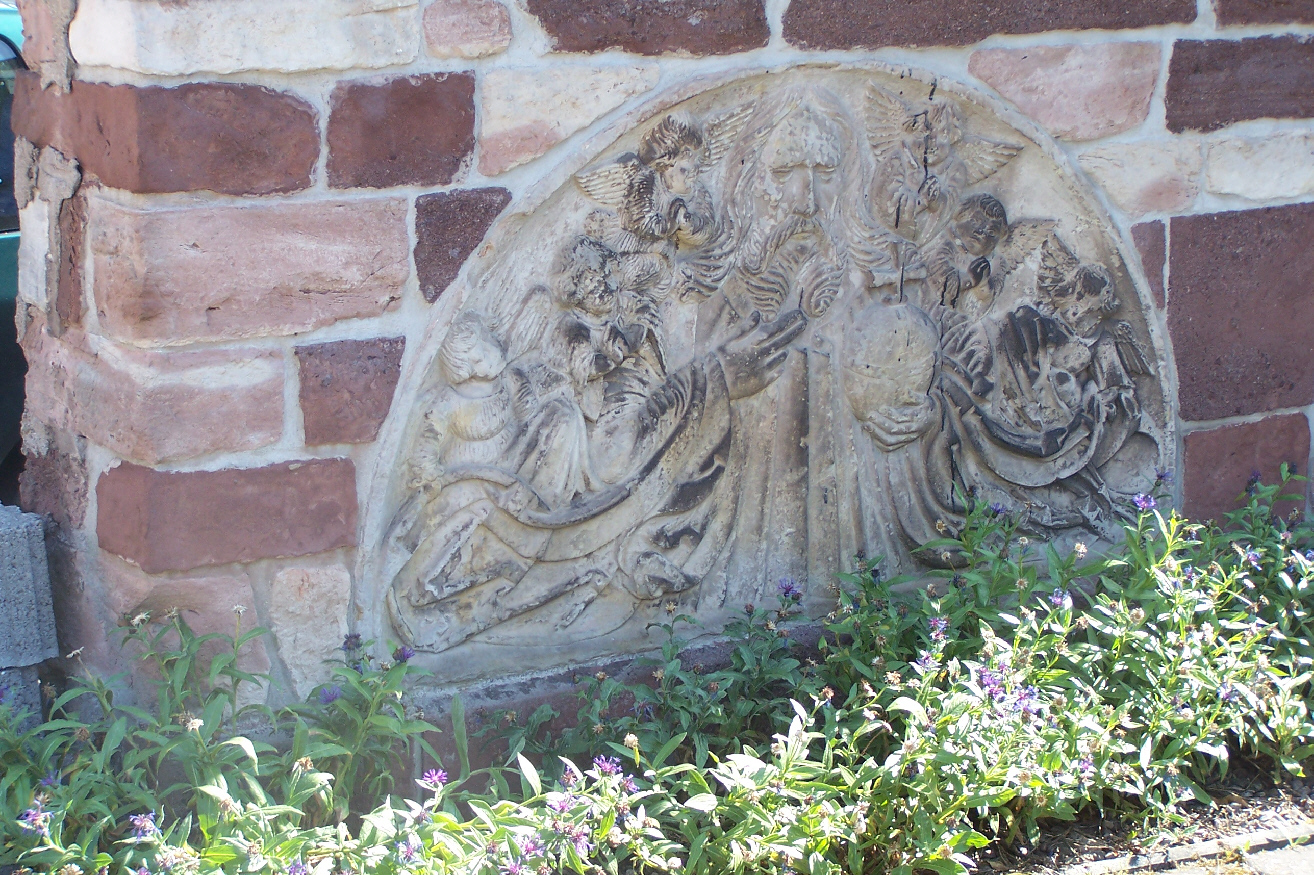
Ein Paradiesstein

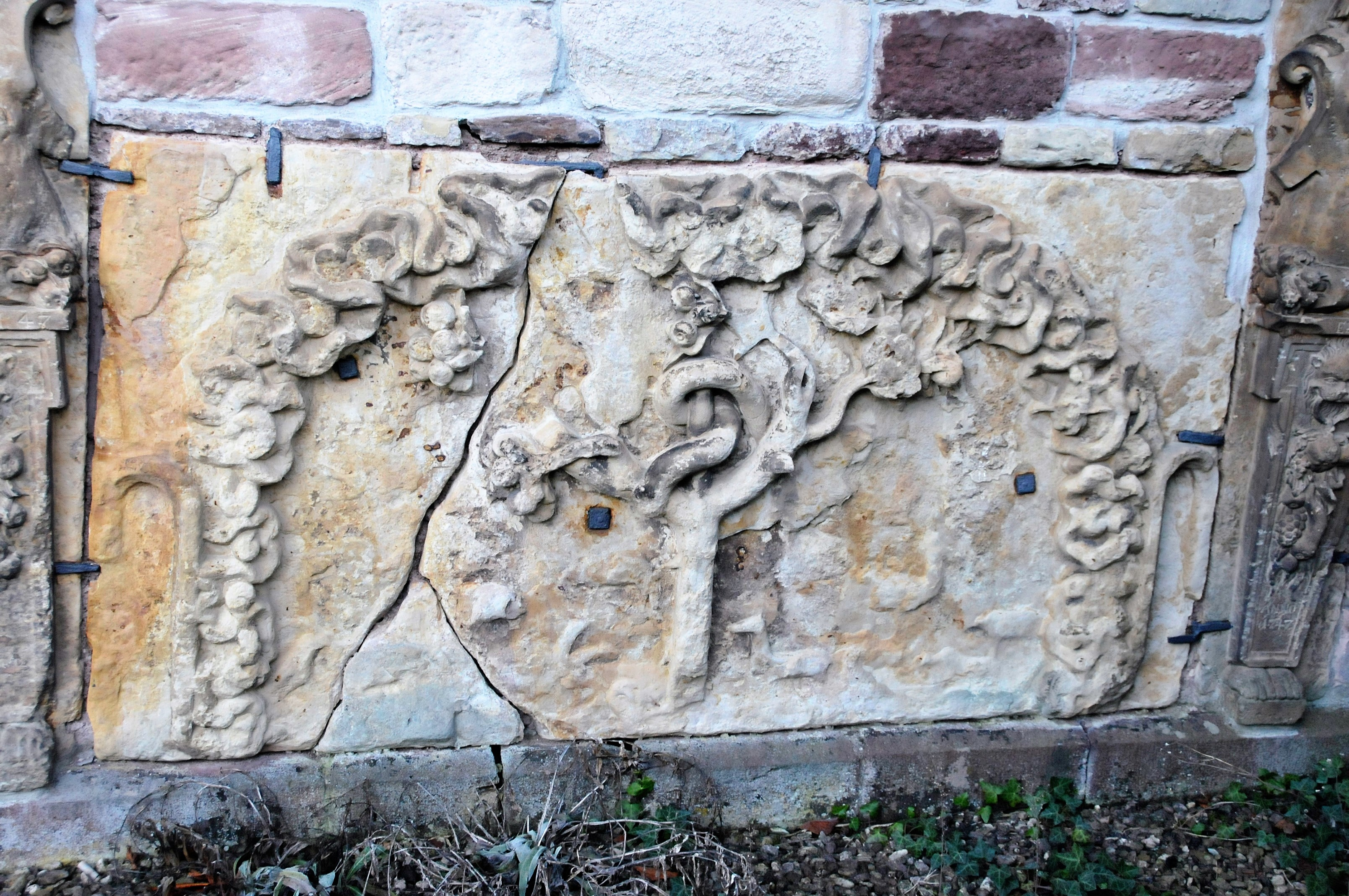
Der zweite Paradiesstein

Der Ortsname Engelsbach tritt als Egenholdesbach im Jahr 1034 erstmals urkundlich in Erscheinung. Zu diesem Zeitpunkt befand sich im heutigen Siedlungsbereich ein Klosterhof, der von einem Egenhold und seiner Sippe bewirtschaftet wurde. An der Einmündung des Engelsbachs in die Leina befindet sich heute die Engelsbacher Mühle – in ihrem Umfeld könnte der namensgebende Gutshof gelegen haben. Das in einem kleinen Seitental westlich der Mühle gelegene Dorf lag in Sichtweite der Tannenburg, die den Aufstieg der mittelalterlichen Straßen im Bereich Schönau vor dem Walde und Finsterbergen überwachte und zuletzt im Thüringer Erbfolgekrieg eine Erwähnung fand. Bei der Mündung des gleichnamigen Baches in die Leina zweigte man 1366 den Leinakanal zur Wasserversorgung für Gotha ab, weswegen der Gothaer Rat einst zur Reinhaltung einer der beiden Quellen bei Engelsbach verpflichtet war.
Der Ort gehörte bis zur Auflösung des Klosters Reinhardsbrunn im Jahre 1525 zu diesem und kam danach zum landesherrschaftlichen Amt Reinhardsbrunn, das ab 1640 zum Herzogtum Sachsen-Gotha, ab 1672 zum Herzogtum Sachsen-Gotha-Altenburg und ab 1826 zum Herzogtum Sachsen-Coburg und Gotha gehörte.
Ein Großbrand hatte 1769 das Dorf heimgesucht, 25 der 33 Höfe und Wohnhäuser waren dieser Katastrophe zum Opfer gefallen. Für die Bewohner des Ortes waren die Waldgewerke die wichtigste Erwerbsgrundlage, Bergbauversuche waren schon im 16. Jahrhundert eingestellt worden, die landwirtschaftliche Anbaufläche war gering. Um 1813 betrieben die Einwohner auch Leineweberei im Nebenerwerb, der Handel mit Stubenstreusand im Raum Gotha gab wenigen Einwohnern einen kärglichen Verdienst.
Ab Mitte des 19. Jahrhunderts erwarb Engelsbach eine gewisse Bedeutung als „Waschküche“ Thüringens, die im Ort aufkommende Lohnwäscherei hatte dank des weichen Quellwassers lange Zeit eine Chance gegenüber den industriellen Dampfwäschereien und -bügelanstalten. Dieser Dienstleistungszweig konnte sich bis in die 1950er Jahre im Ort halten und wurde besonders von Gothaer und Erfurter Textilreinigungsbetrieben genutzt. Von Bedeutung war auch der Fremdenverkehr geworden. Zu diesem Zweck errichtete ein Engelsbacher Wirt eine Ausflugsgaststätte mit Fremdenzimmern im Ortszentrum. In der Ortsmitte gibt es ein christliches Freizeitheim, das aus einer ehemaligen FDGB-Ferienstätte hervorging.
Am 1. Juli 1950 wurde Engelsbach in die Gemeinde Finsterbergen eingegliedert. Am 1. Januar 1957 löste sich der Ort aus dieser Verbindung und wurde wieder zu einer eigenständigen Gemeinde. Ab 1977 gehörte Engelsbach zum Gemeindeverband Friedrichroda. Am 1. Januar 1996 wurde Engelsbach ein Ortsteil der Gemeinde Leinatal, die am 31. Dezember 2019 in der Landgemeinde Georgenthal aufging.

## Sehenswürdigkeiten
- Im Zentrum des Ortes trifft man auf eine Besonderheit: die ehemalige Dorfschule und die kleine evangelische Christopheruskapelle befinden sich als Simultankirche unter einem Dach. Ein kleiner Dachreiter in der Mitte des Firstes weist auf die Funktion als Kirche hin. Es war 1679, als die Engelsbacher eine erste Kapelle an das bestehende Schulgebäude anfügten, denn der oft beschwerliche Weg zur Johanniskirche auf dem Alteberg bei Altenbergen war ganze 4 km lang. Weil der Bau der Kirche nicht vom Gothaer Oberkonsistorium genehmigt war, waren nur Nachmittagsgottesdienste gestattet. Seit 1698 fanden auch Taufen und Hochzeiten in der Kirche statt und ab 1740 auch Bestattungen. Den heutigen Bau errichtete man 1779, wiewohl die Kirchenglocken vermutlich aus dem 14. Jahrhundert stammen und ursprünglich in der Johanniskirche auf dem Alteberg hingen. Seit 2003 hat die Kirche den Namen von Christopherus, dem Patron des Autoverkehrs, der Pilger, der Fuhrleute und Hüter vor Unfällen. Die Kapelle birgt eine Knauf-Orgel (um 1845) von Friedrich Christian Knauf. Die Kirche gehört zum Kirchspiel Finsterbergen.(Lage→)
- Durch den Engelsbacher Johann Georg Oschmann wurden 1713 die sogenannten „Paradiessteine“ in Gotha erworben. Es handelt sich dabei um zwei großformatige Bildsteine aus dem 16. Jahrhundert, die in Gothaer Gebäuden (Amtshaus „Haus zum Paradies“ (Schlossberg 12) und in der Rathausfassade) eingemauert waren, aber später dem Zeitgeschmack nicht mehr entsprachen und als Abbruchmaterial versteigert wurden. (Lage→)[5]
- Die „Thüringer-Glasperle“ war eine Schauwerkstatt für die Herstellung von Glasschmuck und befand sich im östlichen Teil der Ortslage. Nach dem Zweiten Weltkrieg haben sich im Landkreis Gotha etwa 14.000 Heimatvertriebene, davon viele aus der Region Gablonz an der Neiße niedergelassen. Besonders um Friedrichroda und Ohrdruf entstanden so neben dort bereits vorhandenen Puppenmanufakturen genossenschaftlich organisierte Kleinbetriebe der Täschner und Schmuckgürtler und die Werkstätten der Knopfmacher, Glasgestalter und kunsthandwerklichen Bijouteriewarenhersteller.[6]